# هربرت فيسك جونسون جونيور
هربرت فيسك جونسون جونيور (بالإنجليزية: Herbert Fisk Johnson, Jr.) هو شخصية أعمال أمريكي، ولد في 15 نوفمبر 1899 في راسين في الولايات المتحدة، وتوفي في 13 ديسمبر 1978 في وايند بوينت في الولايات المتحدة.